# Estación de ferrocarril de Ereván
La Estación de Ereván (en armenio: Երեվան) es la principal estación de ferrocarril de Ereván, la capital de Armenia. La estación fue inaugurada en 1902 y dentro de sus instalaciones se encuentra la estación de David de Sasún del metro de Ereván, así como los depósitos de locomotoras y vagón. Cuenta con trenes diarios a Batumi y Tbilisi (en invierno).

## Historia
En 1902 fue inaugurada la estación de Ereván con motivo de la apertura de la primera línea de ferrocarril que la conectaba con Alexandroupolis (Gyumri) y Tiflis, mientras que en 1908 se abrió la segunda línea a la ciudad azerí de Julfa e Irán. El edificio de la estación fue completado en 1956. El 31 de julio de 2009 se inauguró el Museo del Transporte Ferroviario de Armenia y en 2010 tuvo lugar la reconstrucción de la estación de tren.